# 拉馬德鎮區 (伊利諾伊州韋恩縣)
拉馬德鎮區（英語：LaMard Township）是位於美國伊利諾伊州韋恩縣的一個行政鎮區。

## 地方資料
根據2010年美國人口普查的數據，拉馬德鎮區的面積為89.20平方千米，當中陸地面積為89.20平方千米，而水域面積為0.00平方千米。當地共有人口1382人，而人口密度為每平方千米15.49人。